# Romualdo Rodriguez
Romualdo Rodriguez (Tijuana, Baja California 14 de julio de 1994), conocido y apodado como «Romi», es un jugador de baloncesto profesional nacido en México. Actualmente se encuentra retirado y continua con su carrera como entrenador asistente en el baloncesto profesional de México. 
Comenzó su carrera en el baloncesto profesional de México en 2014 a la edad de 19 años debutando en la CIBACOPA como jugador profesional de Tijuana Zonkeys en la mencionada temporada. Ha sido parte de cuatro campeonatos con dos equipos diferentes en las dos ligas más importantes de baloncesto profesional en México, la Liga Nacional de Baloncesto Profesional de México y la CIBACOPA. Es el atleta profesional más joven en ser bicampeón en Baja California, con 21 años de edad y también el único mexicano en ganar tres campeonatos consecutivos con 22 años de edad en las dos ligas de baloncesto profesional con mayor relevancia y trascendencia en México, la Liga Nacional de Baloncesto Profesional de México y la CIBACOPA. 
En 2019 Toros de Tijuana reconoció su trayectoria invitándolo a lanzar la primera bola en su partido ante Sultanes de Monterrey correspondiente a la Liga Mexicana de Béisbol.  

## Trayectoria deportiva

#### 2014 CIBACOPA
Romualdo Rodríguez inicio su carrera como jugador profesional al debutar con los Tijuana Zonkeys para disputar la CIBACOPA bajo las órdenes del experimentado entrenador mexicano Ángel González. En 2014, su temporada de debut ganó su primer campeonato de la CIBACOPA, siendo también este el primer campeonato en la historia de la franquicia de los burros cebras al vencer en casa a los Caballeros de Culiacán en el séptimo juego de la serie final de la liga frente a más de cinco mil personas que se dieron cita y agotaron las entradas en el Auditorio Fausto Gutiérrez Moreno para presenciar el primer campeonato del equipo de Tijuana.

#### 2015 CIBACOPA
Rodriguez formó parte de la plantilla de jugadores de los Tijuana Zonkeys para la temporada 2015 de la CIBACOPA en la que alcanzaron su segundo campeonato en fila de la CIBACOPA, al ganar la final de la liga a Fuerza Guinda de Nogales en calidad de visitante cerrando la serie final 4-3 a favor del equipo de Tijuana. De igual manera que la temporada anterior se generó una alta expectativa por la final de la CIBACOPA y en el séptimo partido decisivo de la final se agotaron las entradas en Nogales (Sonora). El público en su totalidad mostró su apoyo a Fuerza Guinda de Nogales. En 2015 Romualdo se convirtió en el atleta profesional más joven en ser bicampeón en su ciudad y estado natal.

#### 2016 - 2017 LNBP
Romualdo traslado su carrera a la ciudad de Monterrey, Nuevo León y se une a la Fuerza Regia de Monterrey para ser parte del coaching staff del reconocido entrenador español internacional Francisco Olmos Hernández en la Liga Nacional de Baloncesto Profesional de México. En esta temporada Rodriguez coincide y trabaja junto a jugadores internacionales tales como Juan Toscano, Deji Akindele, Andy Panko, Héctor Hernández, Gabriel Girón, Jordan Glynn, Carlos Rivera y Cristian Cortes. Fuerza Regia de Monterrey gana su primer campeonato en su historia  en la liga, venciendo a Soles de Mexicali 4-2 en la serie final. Con un lleno absoluto por parte de la afición que abarrotó las gradas del Gimnasio Nuevo León Independiente con más de cinco mil personas en el partido 6 decisivo de la gran final. Romualdo Rodriguez a sus 22 años de edad, en su año debut en la Liga Nacional de Baloncesto Profesional de México fue parte del equipo campeón y consigue su tercer campeonato consecutivo en el baloncesto profesional mexicano.

#### 2017 - 2018 LNBP
En su segunda temporada con Fuerza Regia de Monterrey nuevamente el equipo alcanza los playoffs de la Liga Nacional de Baloncesto Profesional de México pero el equipo cae eliminado en la ronda de semifinales frente a Capitanes de Ciudad de México en una serie muy apretada donde en tres partidos de los cinco que hubo en la serie se definieron en el último segundo de los encuentros a favor de Capitanes de Ciudad de México. Debido a sus tareas con el equipo, Romualdo Rodriguez trabajo gran parte de la temporada junto a Javier Muñoz (entrenador), entrenador español muy experimentado en la Liga ACB, que actualmente se desempeña como entrenador asistente del Club Baloncesto Breogán.    

#### 2018 - 2019 LNBP
Nuevamente fue parte del equipo de Francisco Olmos Hernández experimentado entrenador ACB y ex Head Coach de la Selección de baloncesto de Puerto Rico, así Rodríguez inició su tercera temporada con Fuerza Regia de Monterrey. El equipo llegó a una nueva final de la Liga Nacional de Baloncesto Profesional de México ahora frente a los Capitanes de Ciudad de México. Fuerza Regia de Monterrey se coronó en casa con su afición nuevamente al imponerse 4-2 en la serie final de la liga. 

#### 2019 CIBACOPA
En 2019 después de la experiencia en la Liga Nacional de Baloncesto Profesional de México regresa al equipo de su ciudad Tijuana Zonkeys ahora como entrenador asistente del equipo dirigido por su excompañero de equipo James Penny. El equipo logra alcanzar el mejor récord en temporada regular en la historia del club, obteniendo un primer lugar del standing de la CIBACOPA. A pesar de su corta edad pero dilatada experiencia Rodríguez ayudó a que cuatro jugadores de Tijuana Zonkeys asistieran al Partido de las estrellas de la CIBACOPA en Guadalajara (México), además del Head Coach James Penny.

#### 2020 - 2021 CIBACOPA
A sus 25 años, fue entrenador asistente del exentrenador de la  National Basketball Association,  Henry Bibby, uno de los alumnos más destacados de John Wooden en UCLA Bruins. Rodriguez trabajó junto al exjugador de los New York Knicks, y Philadelphia 76ers en la primera experiencia del entrenador estadounidense en el baloncesto profesional de México. De igual manera compartió rol con Alex Scales, exjugador de la National Basketball Association y exjugador del Real Madrid Baloncesto, quien también fungió como uno de los entrenadores asistentes de Henry Bibby con Tijuana Zonkeys. En el transcurso de la temporada, la CIBACOPA fue cancelada debido a la pandemia que azotó al mundo.

#### Liga de las Américas
Romualdo Rodríguez tiene su primer experiencia internacional en 2017 en el torneo Liga de las Américas 2017 de la Federación Internacional de Baloncesto. Fuerza Regia de Monterrey representó a México en el torneo continental, llegando hasta el Final Four de la competencia. Un año después tiene su segunda experiencia internacional en la Liga de las Américas 2018 de la Federación Internacional de Baloncesto donde el equipo alcanzó la fase Semifinal del torneo continental.